# Копальня Клівервіль
Копальня Клівервіль (Cleaverville) – колишній гірничодобувний майданчик на північному заході Австралії.
В 1974-му у Клівервіллі почали видобуток вапнякових пісків, що містили близько 75% карбонату кальцію та відправлялись на розташований за два десятки кілометрів на схід завод котунів у Кейп-Ламберті. Втім, вже у 1976-му поставки зазначеному заводу припинились, після чого копальня до 1992 року вела видобуток для потреб цементної промисловості.
Всього накопичений видобуток склав 173 тисячі тонн, з яких 94 тисячі тонн постачили виробнику котунів.